# Колесница из Монтелеоне

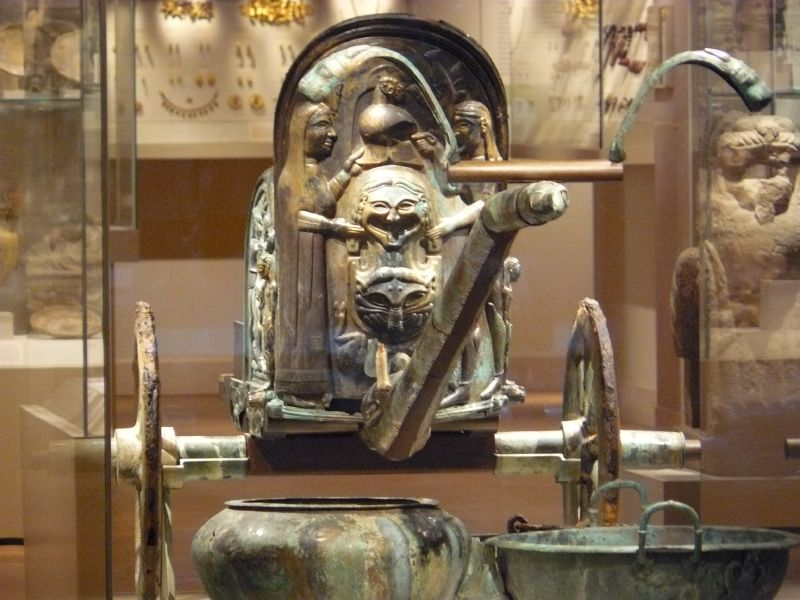
Колесница из Монтелеоне в экспозиции Метрополитен-музея

Колесница из Монтелеоне — этрусская колесница, датированная приблизительно 530 годом до н. э.. Была случайно обнаружена в 1902 году в Монтелеоне-ди-Сполето, в настоящее время является жемчужиной коллекции Метрополитен-музея в Нью-Йорке.
Хотя до нашего времени сохранились 300 древних колесниц, только шесть из них являются достаточно полными, а колесница из Монтелеоне — наиболее сохранившаяся и полная из всех известных экземпляров. Карлос Пикон, куратор греческого и римского отдела музея, назвал её «величайшим произведением этрусской бронзы VI века до н.э. в мире».

## Описание

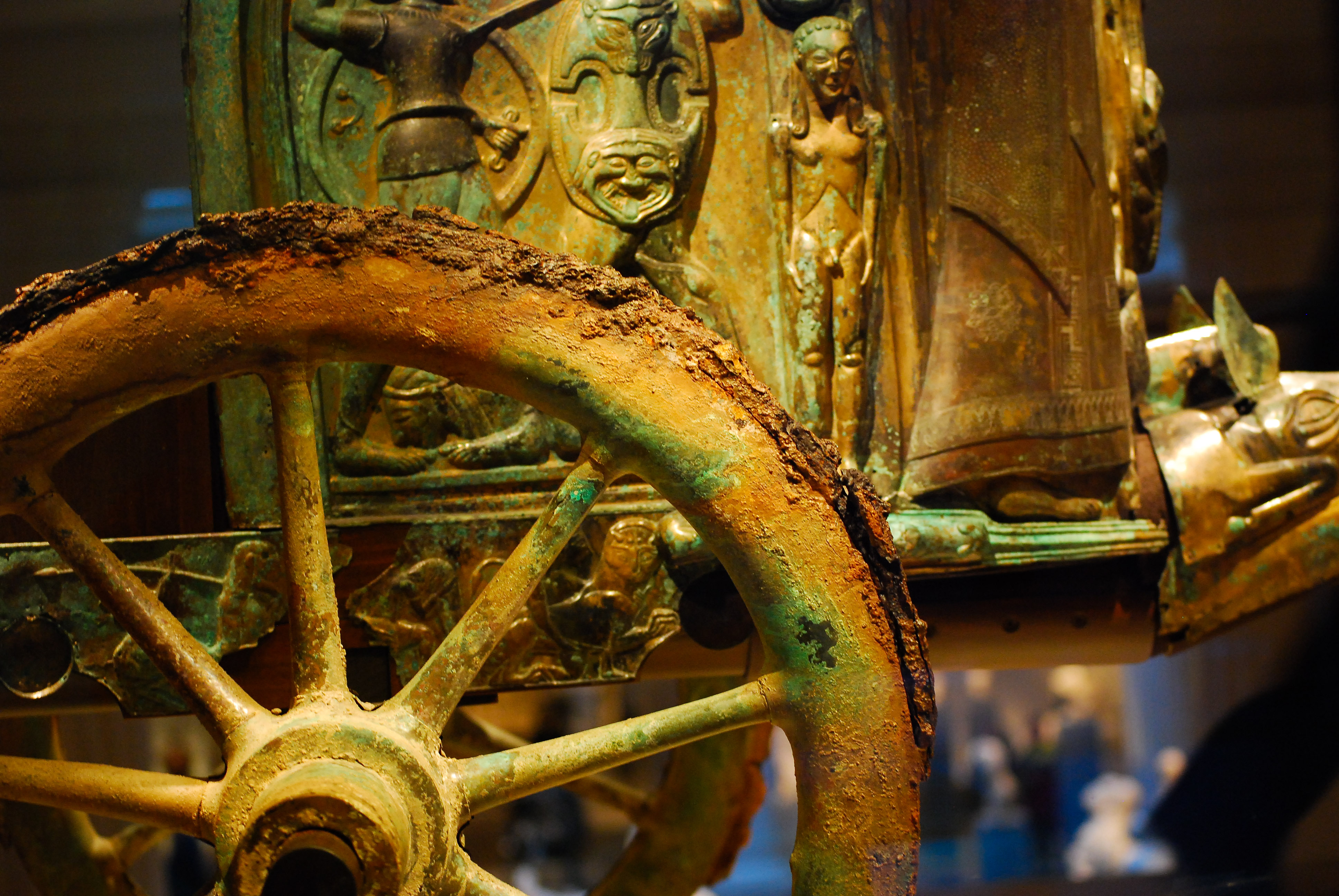
Крупный план колеса

Колесница из Монтелеоне была частью захоронения, в ней находились останки двух человек и две чашки для питья. Высота колесницы составляет 131 см, она рассчитана на тягу двух лошадей. Сама колесница изготовлена из дерева, покрытого коваными бронзовыми пластинами и резными украшениями из слоновой кости. Бронзовые панели украшены гомеровской иконографией; на главной панели изображен Ахилл, которому его мать, Фетида, вручает доспехи. Рама и обвес колесницы дополнительно украшены детализированными изображениями животных и мифологических существ. Украшения колесницы также включали инкрустированный янтарь и другие экзотические материалы, но сохранились только элементы из бронзы и слоновой кости. Колеса имеют по девять спиц (а не классическую греческую четвёрку спиц, египетскую шестёрку или ассирийскую и персидскую восьмёрки; раскопанные колесницы из кельтских захоронений имеют до двенадцати спиц).
Современные кураторы музея давно подозревали, что первоначальная реконструкция колесницы 1903 года не была исторически точной. В 1989 году под руководством итальянского археолога Адрианы Эмилиоцци Музей Метрополитен начал пятилетнее изучение и реставрацию колесницы. Во время реставрации было обнаружено, что колесница была изначально собрана неправильно; кроме того, обнаружились доказательства, свидетельствующие о том, что колесница, ранее считавшаяся малопригодной для практического использования, на самом деле в какой-то момент своей истории попала в серьёзную аварию. Представление свежеотреставрированной колесницы было запланировано в рамках капитального ремонта греческой и римской галерей Метрополитен-музея, открытие которого состоялось 20 апреля 2007 года.

## История

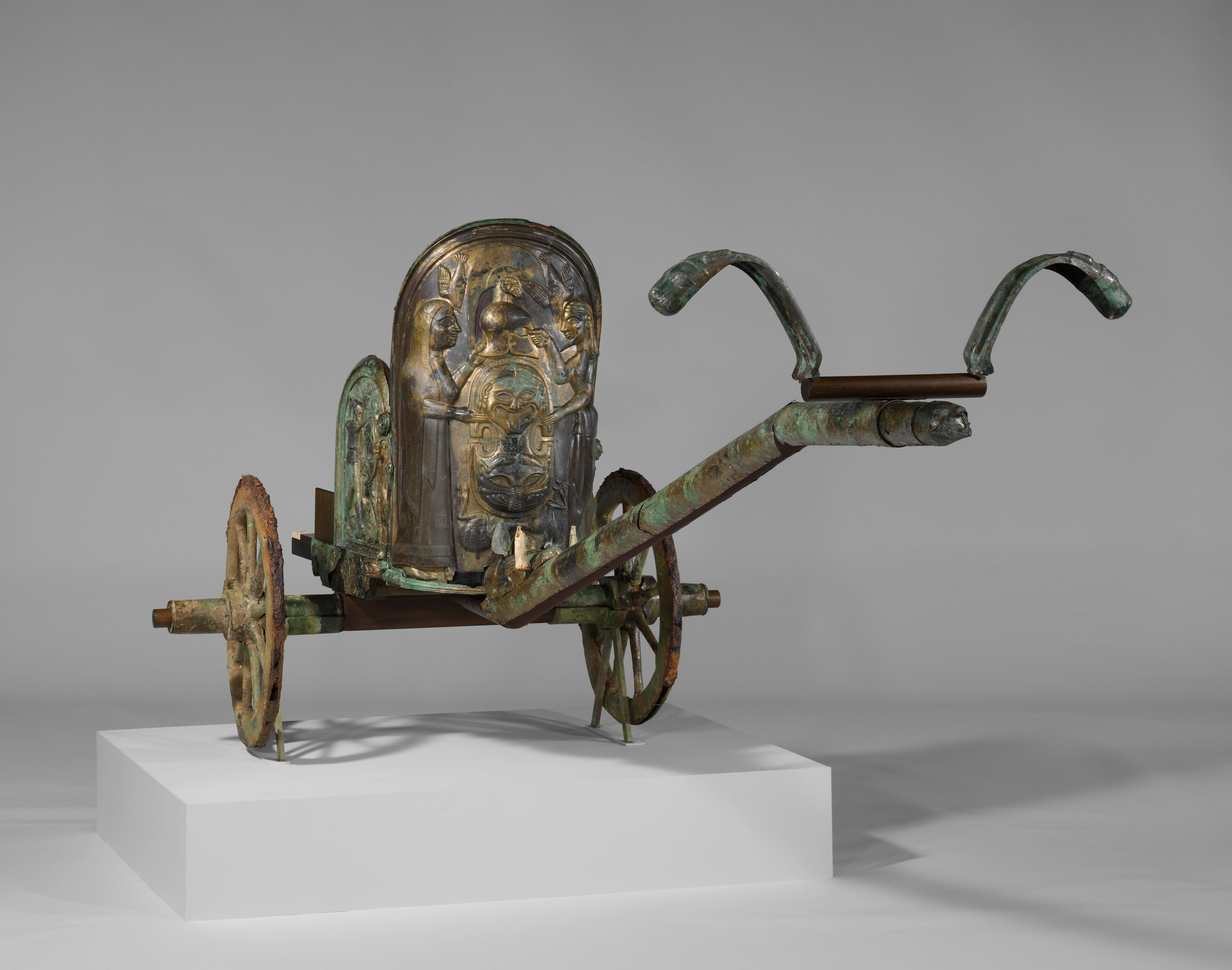
Колесница из Монтелеоне

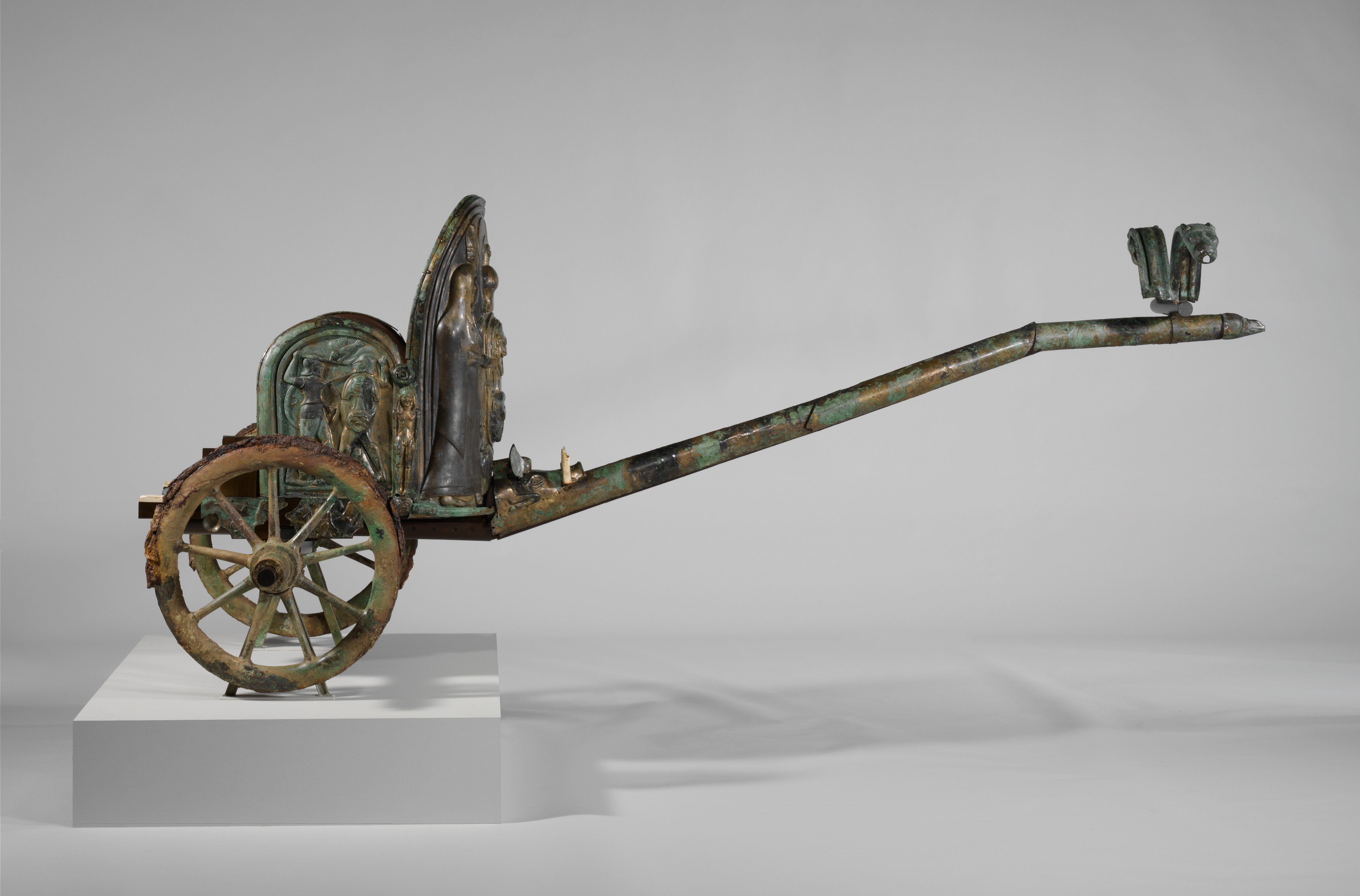

Колесница была найдена в 1902 году в Монтелеоне-ди-Сполето, недалеко от Сполето, в провинции Умбрия, фермером по имени Исидоро Ванноцци, который случайно обнаружил её, копая винный погреб или подвальный сарай. Её дальнейшая история является предметом споров. По некоторым данным, Ванноцци спрятал колесницу в своём сарае, опасаясь конфискации, а затем продал её двум французам в обмен на двух коров. Другой рассказ, связанный с сыном Ванноцци Джузеппе, гласит, что колесница была немедленно продана в виде металлолома, а вырученные от продажи средства использовались для покупки черепицы. Сменив нескольких владельцев, артефакт в итоге был выкуплен в Париже Дж. П. Морганом, который в 1903 году отправил колесницу в музей «Метрополитен», где состоялась её первая реставрация.
Поскольку приобретение музеем колесницы состоялось в 1903 году, за 6 лет до принятия в Италии законов, ограничивающих вывоз предметов, имеющих «культурную и художественную ценность», продажа колесницы на тот момент была законной, хотя и вызвала оживлённую дискуссию в прессе. В январе 2005 года коммуна Монтелеоне начала кампанию, направленную на возвращение колесницы; однако их усилия не получили поддержки итальянского правительства. Музей Метрополитен ответил, что колесница была «куплена добросовестно». В середине XX века была сделана полноразмерная копия колесницы — в настоящее время она выставлена в Монтелеоне.